# Wish You Were Here (píseň, Pink Floyd)
"Wish You Were Here" je titulní skladba ze stejnojmenného alba anglické skupiny Pink Floyd, které vyšlo roku 1975. Text skladby popisuje pocity Rogera Waterse o odcizení od ostatních lidí. Jako většina z alba se skladba vztahuje na bývalého člena Pink Floyd - Syda Barreta a jeho úpadek. Na hlavní riff prý přišel David Gilmour doma, když hrál na akustickou kytaru; riff pak přehrával na Abbey Road Studios, kde s Rogerem Watersem skladbu dokončili, včetně textu Rogera Waterse.
Roku 2004 skladba #316 pozice v žebříčku časopisu Rolling Stone – 500 nejlepších skladeb všech dob.
V roce 1995 vyšla singlová verze skladby ze živáku Pulse.